# François Rude
François Rude (4 de janeiro de 1784 - 3 de novembro de 1855) foi um escultor francês.
Nasceu em Dijon e trabalhou no negócio de seu pai até os dezesseis anos, recebendo ao mesmo tempo treinamento em desenho de François Devosges. Depois matriculou-se na Escola Real de Desenho de Dijon e dali transferiu-se para Paris em 1809, estudando com Pierre Cartellier. Em 1812 recebeu o Prêmio de Roma. Na segunda restauração dos Bourbon retirou-se para Bruxelas, trabalhando para o arquiteto Charles van der Straeten, produzindo relevos, hoje perdidos, para o palácio de Tervuren.
Em Bruxelas casou-se com Sophie Freiniet, filha de um bonapartista a quem devia muitos favores, mas aproveitou uma oportunidade de voltar a Paris, expondo as obras Mercúrio colocando suas sandálias e uma estátua da Virgem Maria para a Igreja de Saint-Gervais, que foram recebidas favoravelmente.
Seus maiores sucessos vieram após 1833, quando recebeu a cruz da Legião de Honra por sua estátua Jovem pescador napolitando brincando com uma tartaruga, sendo procurado para executar frisos e um grupo para o Arco do Triunfo em Paris, conjunto conhecido como A Marselhesa, obra cheia de energia e movimento que imortalizou seu nome.
Outras de suas obras são as estátuas de Gaspard Monge (1848) e Joana d'Arc (1852), e Hebe e a águia de Júpiter, Amor triunfante e Cristo na cruz, estas exibidas no Salão de Paris de 1857, após sua morte.
Rude foi mestre de Jean-Baptiste Carpeaux.